# Zelllinie

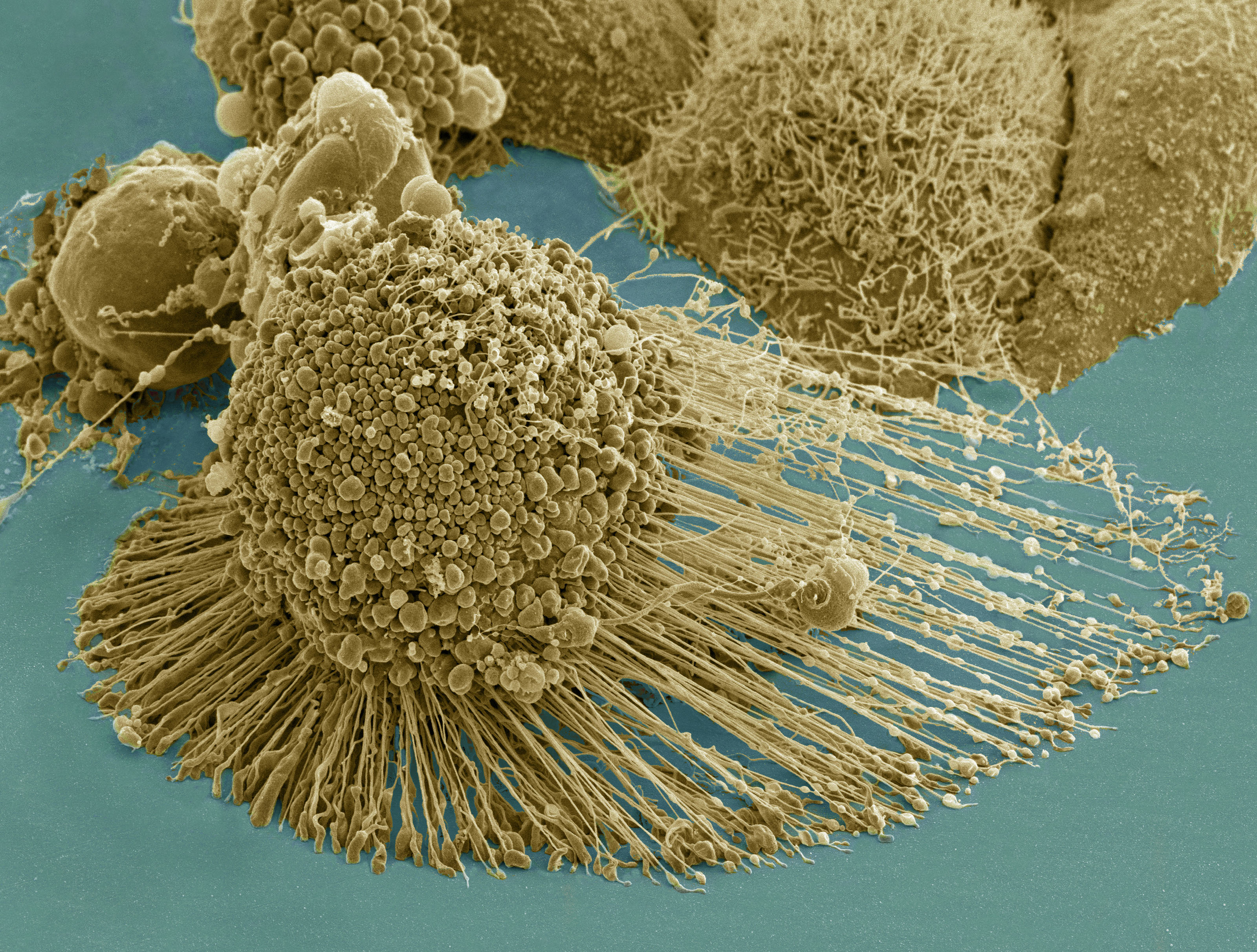
REM-Aufnahme von HeLa-Zellen während des Zelltods (Mitte) und gesund (oben rechts)

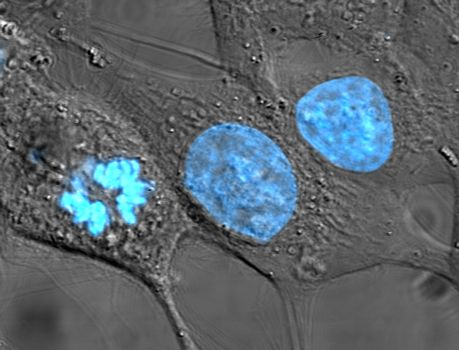
FM-Aufnahme von HeLa-Zellen mit blau gefärbten Zellkernen

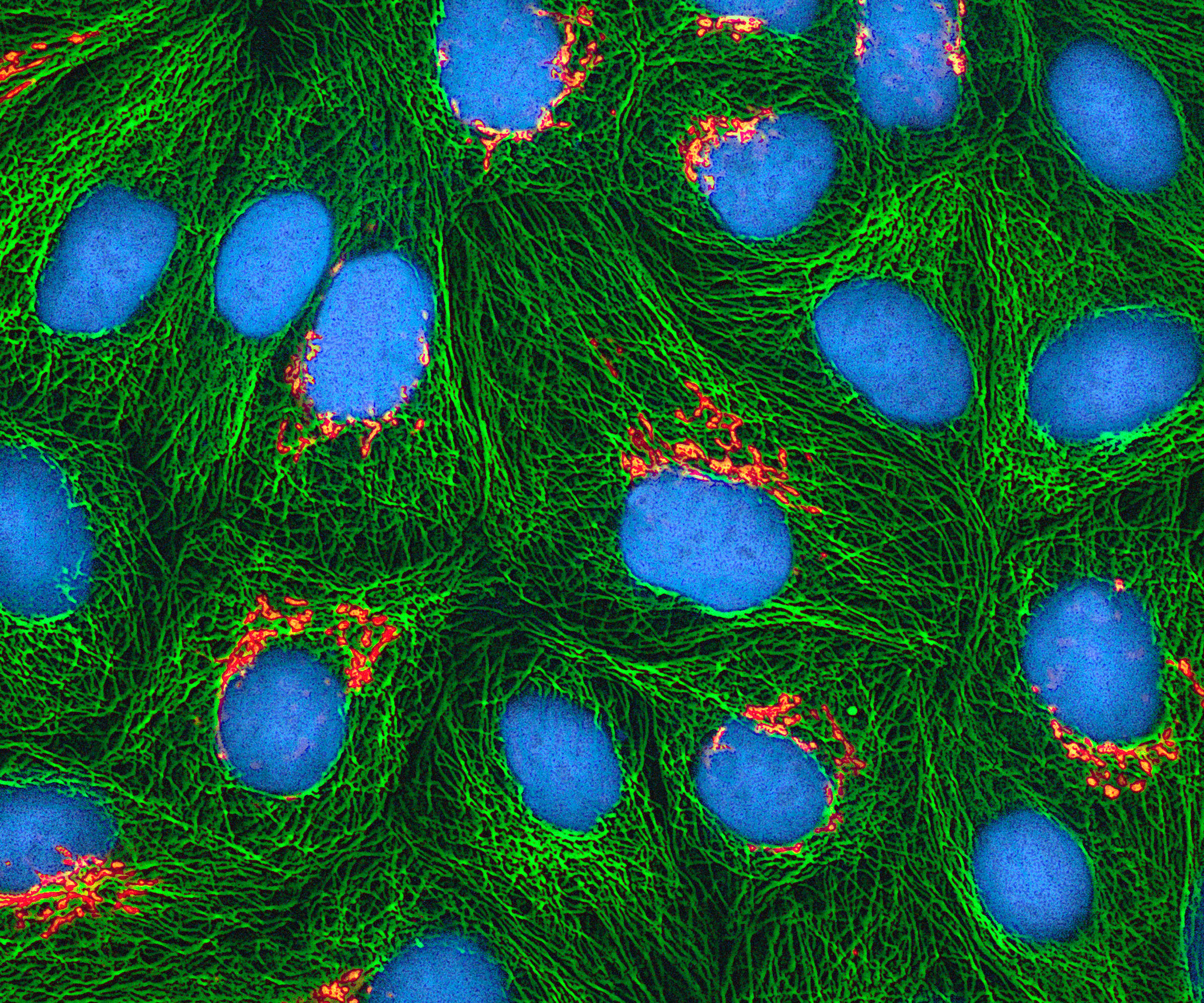
FM-Aufnahme von konfluenten HeLa-Zellen mit Mikrotubuli (grün), Golgi-Apparat (orange) und Zellkern (blau)

Eine Zelllinie bezeichnet in der Zellbiologie einen immortalisierten Zelltyp.

## Eigenschaften
Aufgrund der im Vergleich zu Primärzellen hohen Wachstums- und Zellteilungsrate und der unbegrenzten Teilungsfähigkeit werden Zelllinien standardmäßig in der Zellkultur verwendet. Zelllinien besitzen als immortalisierte Zellen kein Hayflick-Limit und können sich unbegrenzt teilen. Sie werden künstlich durch eine Immortalisierung oder durch Fusion mit Tumorzellen im Rahmen der Hybridom-Technik erzeugt oder entstehen natürlich durch bestimmte Kombinationen an Mutationen bei der Entstehung von Tumoren, z. B. durch manche mutierte Onkogene und mutiertes p53. Nicht jede immortalisierte Zelllinie kann sich unbegrenzt teilen, wenn auch dann die Anzahl maximaler Zellteilungen erhöht ist. Einen vorübergehend immortalisierten Grenzfall zwischen Zelllinien und normalen Zellen bilden konditional reprogrammierte Zellen, die sich unbegrenzt teilen können, solange zwei Faktoren hinzugegeben werden – Fütterzellen und der Inhibitor der Rho-Kinase Y-27632. Stammzelllinien sind Zelllinien von Stammzellen.

## Erzeugung
Es gibt verschiedene Methoden zur Erzeugung von Zelllinien:
1. Isolierung aus Tumorgewebe ist die älteste Methode und wurde bereits bei HeLa angewendet.[7]
2. Einbringung von immortalisierenden Genen oder Viren[8][9]
3. Hybridom-Technik durch Zellfusion mit Tumorzellen[10]

## Verwendung
Zelllinien werden in den Lebenswissenschaften in Zellkulturlaboren zu Forschungszwecken eingesetzt, wenn Versuche in lebenden eukaryotischen Zellen durchgeführt werden. In der Biotechnologie werden Zelllinien zur Produktion größerer Mengen an rekombinanten Proteinen in Bioreaktoren verwendet, wenn eine möglichst humantypische Glykosylierung des Proteins notwendig ist. Die langfristige Lagerung von Zelllinien erfolgt durch Kryokonservierung.

## Kontaminationen mit anderen Zelllinien
Aufgrund der jahrelangen Verwendung und Weitergabe sind vermutlich 20 % der Zelllinien mit anderen Zelllinien kontaminiert. Durch fehlerhafte Beschriftung oder durch Kontamination falsch identifizierte Zelllinien werden in der Datenbank Register of Misidentified Cell Lines aufgeführt. Ebenso führt Cellosaurus eine Datenbank mit problematischen Zelllinien. IGRhCellID ist eine Website mit Software zur Identifikation von Zelllinien und Kontaminationen.

## Kontaminationen mit Mikroorganismen
Mit Mikroorganismen kontaminierte Zelllinien werden mit geeigneten Antibiotika behandelt. Kontaminationen mit Mycoplasmen können aus dem Zellkulturmedium bzw. aus dem FCS stammen, da sie bei der Sterilfiltration der Medien nicht entfernt werden. Aufgrund einer fehlenden bakteriellen Zellwand sind sie resistent gegen Antibiotika, die in die Zellwandsynthese eingreifen.

## Beispiele
Es ist zu beachten, dass die folgende Auflistung der Zellkultur-Linien unvollständig ist. Alleine die ATCC führt bis zu 4.000 Zelllinien, weitere gibt es bei der DSMZ und der CCOS.
| Zelllinie              | Bedeutung                                                                              | Ursprungsspezies                                        | Ursprungsgewebe                         | Morphologie                            | Link                                                                |
| ---------------------- | -------------------------------------------------------------------------------------- | ------------------------------------------------------- | --------------------------------------- | -------------------------------------- | ------------------------------------------------------------------- |
| 293-T                  | enthält Plasmid mit temperatursensitiver Mutante des Simian-Virus 40 großen T-Antigens | Mensch                                                  | Niere (Embryo) Derivat von HEK-293      | Epithel                                | DSMZ Cellosaurus                                                    |
| A431                   |                                                                                        | Mensch                                                  | Haut                                    | Epithel                                | DSMZ Cellosaurus                                                    |
| A549                   |                                                                                        | Mensch                                                  | Adenokarzinom der Lunge                 | Epithel                                | DSMZ Cellosaurus                                                    |
| BCP-1                  |                                                                                        | Mensch                                                  | Blut                                    | Lymphozyt                              | ATCC Cellosaurus                                                    |
| bEnd.3                 | brain endothelial                                                                      | Maus                                                    | Gehirn / Großhirnrinde                  | Endothel                               | ATCC Cellosaurus                                                    |
| BHK-21                 | syrian baby hamster kidney                                                             | Hamster                                                 | Niere (embryonal)                       | Fibroblast                             | DSMZ Cellosaurus                                                    |
| BxPC-3                 |                                                                                        | Mensch                                                  | Pankreas, Adenokarzinom                 | Epithel                                | DSMZ Cellosaurus                                                    |
| BY-2                   | Bright Yellow-2                                                                        | Tabak                                                   | Am Keimling induzierter Kallus          |                                        | DSMZ (Memento vom 8. November 2007 im Internet Archive) Cellosaurus |
| CHO                    | Chinese hamster ovary                                                                  | Hamster                                                 | Ovarien                                 | Epithel                                | ICLC Cellosaurus                                                    |
| COS-1                  | Durch Transformation eines origin-defective SV-40 aus CV-1 Zellen hervorgegangen       | Affe – Chlorocebus aethiops (Äthiopische Grünmeerkatze) | Niere                                   | Fibroblast                             | DSMZ Cellosaurus                                                    |
| COS-7                  | Durch Transformation eines origin-defective SV-40 aus CV-1 Zellen hervorgegangen       | Affe – Chlorocebus aethiops                             | Niere                                   | Fibroblast                             | DSMZ Cellosaurus                                                    |
| CV-1                   |                                                                                        | Affe – Chlorocebus aethiops                             | Niere                                   | Fibroblast                             | Cellosaurus                                                         |
| EPC                    | herpesviral induziertes, papuläres Epitheliom                                          | Fisch (Pimephales promelas)                             | Haut                                    | Epithel                                | ATCC Cellosaurus                                                    |
| HaCaT                  | human adult, calcium, temperature                                                      | Mensch                                                  | Keratinozyt                             | Epithel                                | Cellosaurus                                                         |
| HDMEC                  | human dermal microvascular endothelial cells                                           | Mensch                                                  | Vorhaut                                 | Endothel                               | Journal of Investigative Dermatology                                |
| HEK-293                | human embryonic kidney                                                                 | Mensch                                                  | Niere (embryonal)                       | Epithel                                | DSMZ Cellosaurus                                                    |
| HeLa                   | Henrietta Lacks                                                                        | Mensch                                                  | Zervixkarzinom (Gebärmutterhalskrebs)   | Epithel                                | DSMZ Cellosaurus                                                    |
| Hep G2                 | human hepatocellular carcinoma                                                         | Mensch                                                  | Leberzellkarzinom                       | Epithel                                | DSMZ Cellosaurus                                                    |
| HL-60                  | human leukemia                                                                         | Mensch                                                  | Promyeloblasten                         | Blutzellen                             | DSMZ Cellosaurus                                                    |
| HMEC-1                 | immortalized human microvascular endothelial cells                                     | Mensch                                                  | Vorhaut                                 | Endothel                               | ATCC Cellosaurus                                                    |
| HUVEC                  | human umbilical vein endothelial cells                                                 | Mensch                                                  | Nabelschnurvene                         | Endothel                               | ICLC                                                                |
| HT-1080                |                                                                                        | Mensch                                                  | Fibrosarkom                             | Bindegewebszellen                      | DSMZ Cellosaurus                                                    |
| Jurkat                 |                                                                                        | Mensch                                                  | T-Zell-Leukämie                         | Blutzellen                             | DSMZ Cellosaurus                                                    |
| K562                   | älteste Leukämie-Zelllinie des Menschen                                                | Mensch                                                  | Blut                                    | myeloische Blutzellen, etabliert 1975  | DSMZ Cellosaurus                                                    |
| LNCaP                  |                                                                                        | Mensch                                                  | Prostata Adenokarzinom                  | Epithel                                | DSMZ Cellosaurus                                                    |
| MCF-7                  | Michigan Cancer Foundation                                                             | Mensch                                                  | Brust, Adenokarzinom                    | Epithel                                | DSMZ Cellosaurus                                                    |
| MCF-10A                | Michigan Cancer Foundation                                                             | Mensch                                                  | Brustdrüse                              | Epithel                                | ATCC Cellosaurus                                                    |
| MDCK-Zellen            | Madin Darby canine kidney                                                              | Hund                                                    | Niere                                   | Epithel                                | ATCC Cellosaurus                                                    |
| MTD-1A                 |                                                                                        | Maus                                                    | Brustdrüse                              | Epithel                                | Cellosaurus                                                         |
| MyEnd                  | myocardial endothelial                                                                 | Maus                                                    | Herz                                    | Endothel                               | Cellosaurus                                                         |
| Neuro-2A (N2A)         | Neuroblastom                                                                           | Maus                                                    | Gehirn                                  | Neuroblast                             | DSMZ Cellosaurus                                                    |
| NIH-3T3                | NIH, 3-day transfer, inoculum 3 × 105 cells, contact-inhibited NIH Swiss mouse embryo  | Maus                                                    | Embryo                                  | Fibroblast                             | DSMZ Cellosaurus                                                    |
| NTERA-2 cl.D1 [NT2/D1] | Pluripotente Zelle mit Tretinoin differenzierbar                                       | Mensch                                                  | Hoden, Lungenmetastase                  | Epithel                                | ATCC Cellosaurus                                                    |
| P19                    | Pluripotente Zelle mit Tretinoin differenzierbar                                       | Maus                                                    | Embryonales Karzinom                    | Epithel                                | DSMZ Cellosaurus                                                    |
| PANC-1                 | pancreas 1                                                                             | Mensch                                                  | Pankreas, Adenokarzinom                 | Epithel                                | DSMZ Cellosaurus                                                    |
| Peer                   |                                                                                        | Mensch                                                  | T cell leukemia                         |                                        | DSMZ Cellosaurus                                                    |
| RTL-W1                 | rainbow-trout liver – Waterloo 1 cells                                                 | Regenbogenforelle – Oncorhynchus mykiss                 | Leber                                   | Fibroblast (wahrscheinlich)            | Cellosaurus                                                         |
| Sf-9                   | Spodoptera frugiperda                                                                  | Insekt – Spodoptera frugiperda (Nachtfalter)            | Ovar                                    |                                        | DSMZ Cellosaurus                                                    |
| Saos-2                 | Osteosarkom                                                                            | Mensch                                                  | Knochen                                 | Epithel                                | DSMZ Cellosaurus                                                    |
| T2                     |                                                                                        | Mensch                                                  |                                         | T cell leukemia /B cell line hybridoma | DSMZ Cellosaurus                                                    |
| T84                    |                                                                                        | Mensch                                                  | Kolorektales Karzinom / Lungenmetastase | Epithel                                | ATCC Cellosaurus                                                    |
| U-937                  |                                                                                        | Mensch                                                  | Burkitt-Lymphom                         | monozytär                              | DSMZ Cellosaurus                                                    |

## Geschichte
Die älteste tierische Zelllinie ist vermutlich das Sticker-Sarkom, ein infektiöser Tumor natürlichen Ursprungs, der vor bis zu 11.000 Jahren entstand. Seit seiner Entstehung hat das Sticker-Sarkom etwa 1,9 Millionen Mutationen angesammelt, 646 Gene wurden deletiert. In den Jahren 1951/1952 wurde erstmals eine unsterbliche menschliche Zelllinie aus einem Cervixkarzinom etabliert, welche später unter dem Namen HeLa bekannt wurde. In den folgenden Jahrzehnten wurden insbesondere Nährmedien, Wachstumsfaktoren und Bedingungen weiterentwickelt und neue Zelllinien etabliert.